# Tipula (Lunatipula) circumdata
Tipula (Lunatipula) circumdata is een tweevleugelige uit de familie langpootmuggen (Tipulidae). De soort komt voor in het Palearctisch gebied.